# Węgierscy posłowie do Parlamentu Europejskiego 2009–2014
Węgierscy posłowie VII kadencji do Parlamentu Europejskiego zostali wybrani w wyborach przeprowadzonych 7 czerwca 2009.

## Lista posłów
Wybrani z listy Węgierskiej Partii Obywatelskiej "Fidesz" i KDNP
- Zoltán Bagó, poseł do PE od 12 września 2010
- Tamás Deutsch
- Kinga Gál
- Ildikó Gáll Pelczné, poseł do PE od 2 czerwca 2010
- Béla Glattfelder
- András Gyürk
- Ágnes Hankiss
- Balázs Hidvéghi, poseł do PE od 15 maja 2014
- Lívia Járóka
- Ádám Kósa
- Csaba Őry
- György Schöpflin
- László Surján
- József Szájer

Wybrani z listy Węgierskiej Partii Socjalistycznej
- Kinga Göncz
- Zita Gurmai
- Edit Herczog
- Csaba Tabajdi

Wybrani z listy Ruchu na rzecz Lepszych Węgier
- Béla Kovács, poseł do PE od 31 maja 2010
- Krisztina Morvai
- Csanád Szegedi

Wybrany z listy Węgierskiego Forum Demokratycznego
- Lajos Bokros

Byli posłowie VII kadencji do PE
- János Áder (wybrany z listy Fidesz-KDNP), do 9 maja 2012, zrzeczenie
- Zoltán Balczó (wybrany z listy Jobbik), do 13 maja 2010, zrzeczenie
- Erik Bánki (wybrany z listy Fidesz-KDNP), od 1 czerwca 2012 do 5 maja 2014, zrzeczenie
- Enikő Győri (wybrana z listy Fidesz-KDNP), do 31 sierpnia 2010, zrzeczenie
- Pál Schmitt (wybrany z listy Fidesz-KDNP), do 13 maja 2010, zrzeczenie